# Second Helping
Second Helping is het tweede studioalbum van de Amerikaanse southern rockband Lynyrd Skynyrd, uitgebracht op 15 april 1974. Het bevat het bekendste nummer van de band, "Sweet Home Alabama", een antwoord op de nummers "Alabama" en "Southern Man" van Neil Young.

## Nummers

### Originele uitgave
| Nr. | Titel                     | Schrijver(s)                              | Duur |
| --- | ------------------------- | ----------------------------------------- | ---- |
| 1.  | Sweet Home Alabama        | Ed King, Gary Rossington, Ronnie Van Zant | 4:43 |
| 2.  | I Need You                | King, Rossington, Van Zant                | 6:55 |
| 3.  | Don't Ask Me No Questions | Rossington, Van Zant                      | 3:26 |
| 4.  | Workin' for MCA           | King, Van Zant                            | 4:49 |

| Nr. | Titel                     | Schrijver(s)            | Duur |
| --- | ------------------------- | ----------------------- | ---- |
| 1.  | The Ballad of Curtis Loew | Allen Collins, Van Zant | 4:51 |
| 2.  | Swamp Music               | King, Van Zant          | 3:31 |
| 3.  | The Needle and the Spoon  | Collins, Van Zant       | 3:53 |
| 4.  | Call Me the Breeze        | J.J. Cale               | 5:09 |

### 1997 CD-heruitgave bonus tracks
| Nr. | Titel                                      | Schrijver(s)         | Duur |
| --- | ------------------------------------------ | -------------------- | ---- |
| 9.  | Don't Ask Me No Questions (Single Version) | Rossington, Van Zant | 3:31 |
| 10. | Was I Right Or Wrong (Demo)                | Rossington, Van Zant | 5:33 |
| 11. | Take Your Time (Demo)                      | King, Van Zant       | 7:29 |